# L, som i älskar dig
"L, som i älskar dig" är en svensk poplåt från 1969 skriven av Kerstin Lindén (text) och Staffan Ehrling (musik). Den dirigerades av Lars Samuelson. Britt Bergström framförde den i Melodifestivalen 1969 där den slutade på tionde och delas sista plats med noll poäng tillsammans med bidraget Du skänker mening åt mitt liv, framförd av Ola Håkansson.
Bergström släppte låten som singel 1969 på Philips Records med "Snart är våren här" som B-sida. Den nådde varken Svensktoppen eller Svenska singellistan.
Låten finns medtagen på samlingsalbumet Melodifestivalen genom tiderna (1999).
Anne-Lie Rydé spelade in låten 1994 på albumet Prima donna!. Den medtogs också som B-sida på hennes singel Natten har tusen ögon från samma album. År 2004 medtogs den på samlingsalbumet Anne-Lie Rydé sjunger svenska schlagerklassiker.

## Låtlista
Sida A
1. "L, som i älskar dig"

Sida B
1. "Snart är våren här"